# رودولف پواریتسین
رودولف پواریتسین (روسی: Рудольф Павлович Поварницын؛ زادهٔ ۱۳ ژوئن ۱۹۶۲) ورزشکار دو و میدانی اهل اتحاد جماهیر شوروی سوسیالیستی است.